# Typhoon Studios
Typhoon Studios est une société canadienne de développement de jeux vidéo basée à Montréal, au Canada. Il a été fondé par d'anciens employés d'Ubisoft, d'Electronic Arts et de WB Games Montréal en janvier 2017. Le studio a été acquis par Stadia (Google) en décembre 2019.

## Histoire
Le studio a été fondé en 2017 par Alex Hutchinson, Yassine Riahi et Reid Schneider.  Le 6 décembre 2018, lors des Game Awards 2018, le studio a présenté la bande-annonce de leur premier projet intitulé Journey to the Savage Planet, un jeu à la première personne axé sur un monde extraterrestre plein de créatures, dans lequel la principale mission du joueur est d'explorer la planète pour le déplacement de la colonie humaine,. La date de lancement du jeu, publiée par 505 Games, est le 28 janvier 2020 pour Windows (exclusivité Epic Games Store), PlayStation 4 et Xbox One. 
Google, sous sa marque Stadia, a acquis Typhoon en décembre 2019. Jade Raymond, chef de la division Stadia Games and Entertainment, a déclaré que Typhoon a montré un travail de qualité triple-A en peu de temps, et utilisera Typhoon pour aider à développer du contenu supplémentaire pour la plateforme Stadia. Journey to the Savage Planet ne faisait pas partie de l'acquisition.